# Sandman (postać z komiksów Marvela)
Sandman (znany jako „Flint Marko”, jednak jego prawdziwe imię to William Baker) – postać z komiksów Marvela, stworzona przez Stana Lee i Steve’a Ditko. Po raz pierwszy pojawił się w Amazing Spider-Man #4 1963. Sandman to jeden z przeciwników Petera Parkera, czyli Spider-Mana. W trzeciej części filmowej trylogii Sama Raimiego okazuje się, że to właśnie Flint Marko nieumyślnie zabił Bena Parkera, wujka Petera.

## Powstanie Sandmana
Uciekając z więzienia na Ryker’s Island, Flint biegł plażą, gdzie testowana była broń nuklearna. Radioaktywny piach spowodował zmianę jego struktury molekularnej, tym samym dając mu moc panowania nad piaskiem. W Nowym Jorku, został pokonany przez Spider-Mana, który uwięził go w specjalnym odkurzaczu. W późniejszych historiach Sandman pojawiał się wielokrotnie nie tylko jako zły przeciwnik, lecz również jako czuły człowiek, który stara się bronić najbliższych mu ludzi. Dołączył także do „Sinister Six”, jednak nie zrobił tego z własnej woli, lecz zaszantażowany przez doktora Octopusa.

### Filmy
Sandman pojawił się w filmie Spider-Man 3. W tę postać wcielił się Thomas Haden Church.

### Gry
Sandman pojawił się też m.in. w grach „Spider-Man 3: The Game”, „Spider-Man Friend or Foe” i „Spider-Man: Shattered Dimensions”, a także w „Lego Marvel Super Heroes”.